# حقیقت رضایوا
حقیقت رضایوا (ترکی آذربایجانی: Həqiqət Rzayeva; ۲۰ مهٔ ۱۹۰۷ – ۲ اوت ۱۹۶۹) موسیقی‌دان و هنرپیشه اهل جمهوری آذربایجان بود. وی بین سال‌های ۱۹۲۷ تا ۱۹۵۲ میلادی فعالیت می‌کرد.